# Al Skinner
Albert L. Skinner jr., detto Al (Mount Vernon, 16 giugno 1952), è un ex cestista e allenatore di pallacanestro statunitense, professionista nella ABA e nella NBA.

## Carriera
Venne selezionato dai Boston Celtics al nono giro del Draft NBA 1974 (160ª scelta assoluta).

## Palmarès

### Giocatore
- Campionato ABA: 1

New York Nets: 1976
- Coppa Korać: 1

Joventut Badalona: 1980-81

### Allenatore
- Henry Iba Award (2001)